# Theo Lingen

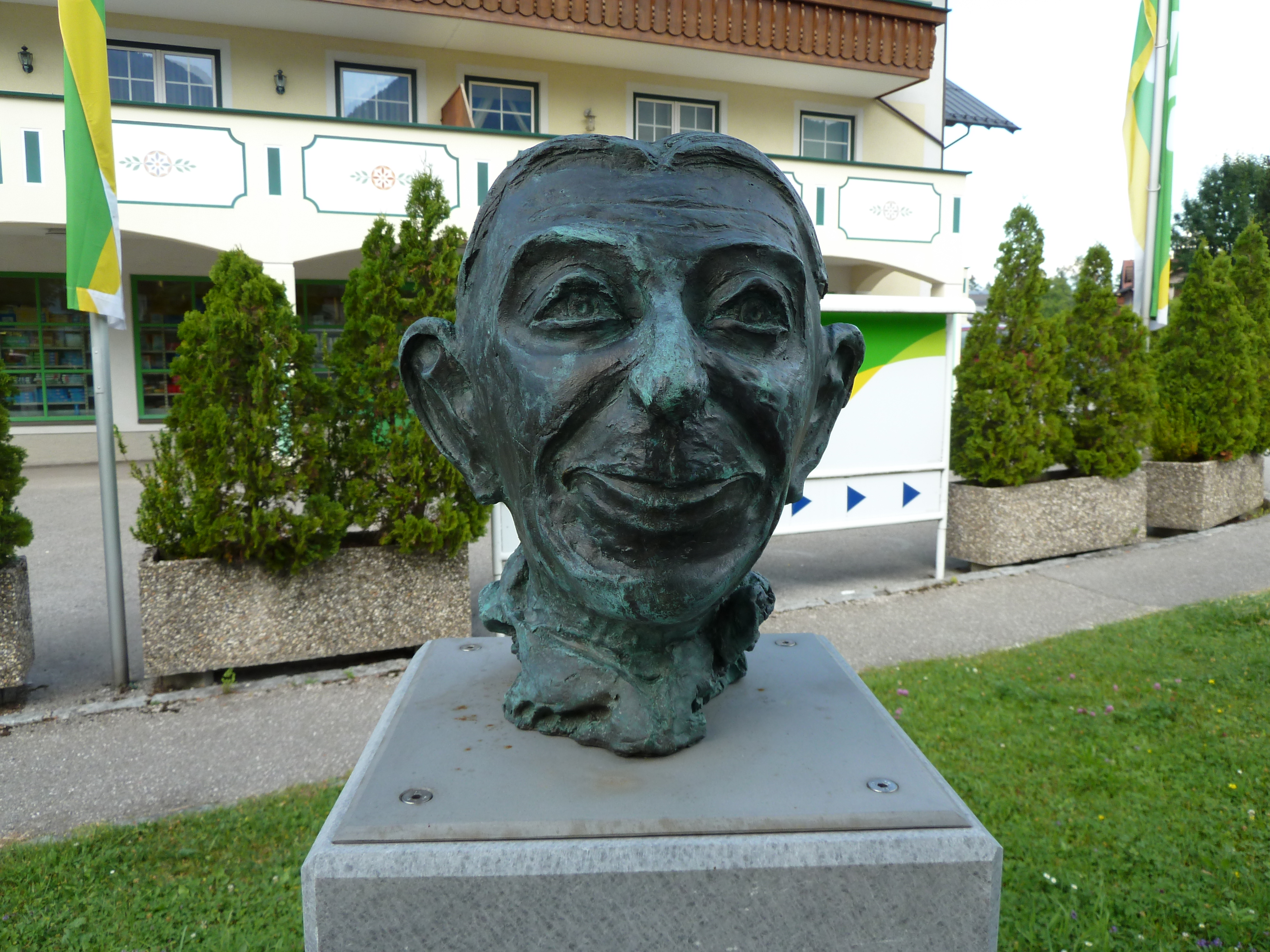
Popiersie Theo Lingena w austriackim Strobl

Theo Lingen właściwie Franz Theodor Schmitz (ur. 10 czerwca 1903 w Hanowerze, zm. 10 listopada 1978 w Wiedniu) – niemiecki aktor, reżyser i pisarz. Drugi mąż Marianne Zoff – pierwszej żony Bertolda Brechta. Ojciec Ursuli Lingen.
Theo Lingen urodził się w rodzinie prawniczej. Talent aktorski odkrył w młodości. Pierwszy raz zadebiutował na scenie w 1921 roku. Przydomek artystyczny „Lingen” zaczerpnął od miejscowości urodzenia swego ojca – Lingen w Emsland. W połowie lat 20. dał się poznać jako utalentowany komik. W 1929 otrzymał rolę w Operze za 3 grosze Brechta. Na początku lat 30. zaczął grywać w filmach Fritza Langa, w tym w „Testamencie doktora Mabuse” (1933). Theo Lingen stał się znany dzięki rolom komediowym. Występował z Hansem Moserem i Heinzem Rühamannem. Łącznie zagrał w ponad 200 produkcjach. Po wojnie zajął się reżyserowaniem filmów. W latach 70. pracował dla telewizji ZDF.
Pochowany na Cmentarzu Centralnym w Wiedniu.